# Saint-Jean-de-Muzols
Saint-Jean-de-Muzols település Franciaországban, Ardèche megyében. Lakosainak száma 2499 fő (2022. január 1.). Saint-Jean-de-Muzols Lemps, Saint-Barthélemy-le-Plain, Tournon-sur-Rhône, Crozes-Hermitage, Tain-l’Hermitage és Gervans községekkel határos.

## Népesség
A település népessége az elmúlt években az alábbi módon változott:
| Lakosok száma | 1263 | 1955 | 2315 | 2439 | 2445 | 2391 | 2458 | 2508 | 2507 | 2499 |
|               | 1968 | 1982 | 1990 | 2006 | 2013 | 2015 | 2017 | 2019 | 2020 | 2022 |